# Якшино (Свердловская область)
Якшино — посёлок в Таборинском районе Свердловской области России.

## Географическое положение
Посёлок Якшино муниципального образования «Таборинского муниципального района» расположен на левом берегу реки Тавда в 316 км к северо-востоку от Екатеринбурга, в 58 километрах (по автотрассе в 67 километрах) к северо-западу от районного центра села Таборы. Сообщение с посёлком преимущественно речное, на автодороге затруднены переправы через притоки и реки Тавда.

## История
В 1850 году в Таборинской волости Туринского округа Тобольской губернии. В 1924—2005 годах Якшино принадлежал к Чернавскому сельсовету. С 1 января 2006 года входит в состав муниципального образования Унже-Павинское сельское поселение.

## Климат
Климат континентальный с холодной зимой и тёплым летом.

## Население
| 2002 | 2010 | 2021 |
| ---- | ---- | ---- |
| 264  | ↘18  | ↘2   |